# Сражение при Хэвенфельте
Сражение при Хэвенфельте (англ. Battle of Heavenfield, валл. Brwydr Hexham) — битва, состоявшаяся в 634 году между войсками короля Нортумбрии Освальда и короля Гвинеда Кадваллона ап Кадвана.

## Предыстория
В 633 году армия Гвинеда осадила и захватила Йорк. Это ознаменовало возвращение бриттов в главный город Древнего Севера. Через несколько дней появился король Дейры Осрик, намеревавшийся осадить Кадваллона ап Кадвана. Но король Гвинеда смог сделать вылазку и лично убить Осрика.
Через несколько месяцев в Йорк на переговоры прибыл король Берниции Энфрит и его братья: Ослак, Освуд, Ослаф, Оффа, а также их троюродные братья Боф и Экгвид, и ещё шесть знатных берницийцев. Как только Энфрит приблизился к Кадваллону, тот ему напомнил о Салисберских переговорах Хенгиста, после чего Энфрит и все его люди были убиты.

## Битва
Преемником Энфрита стал его брат Освальд. Кадваллон узнал о восшествии на престол нового правителя Нортумбрии и, не дожидаясь его выступления в поход, сам двинулся с остатками своего войска на север. В составе армии Освальда были не только саксы, но и ирландцы, пикты и бритты.
Две армии встретились в районе Хэвенфельта (валл. Cad-ys-gual, около современного Хексема), что рядом с Адриановым Валом. Противники вступили в сражение, в ходе которого армия Освальда победила войско Кадваллона. Сам Кадваллон и его родственники пали в бою. В результате Освальд вновь объединил Нортумбрию, освободив её от бриттов Гвинеда.